# Koproterápia

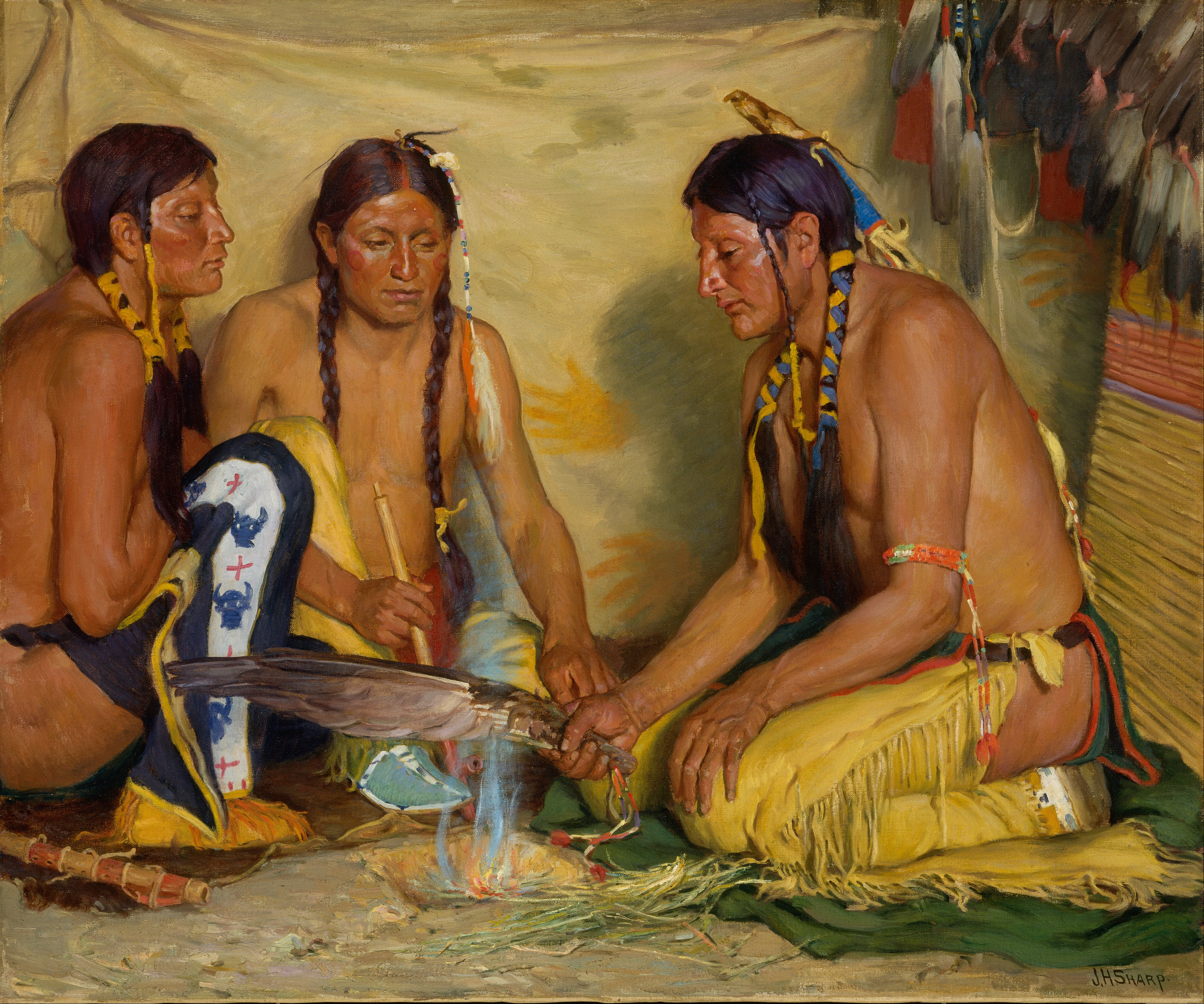
Henry Sharp: Édes, gyógyszeres fű készítése, Feketeláb indián szertartás. Google Art Project

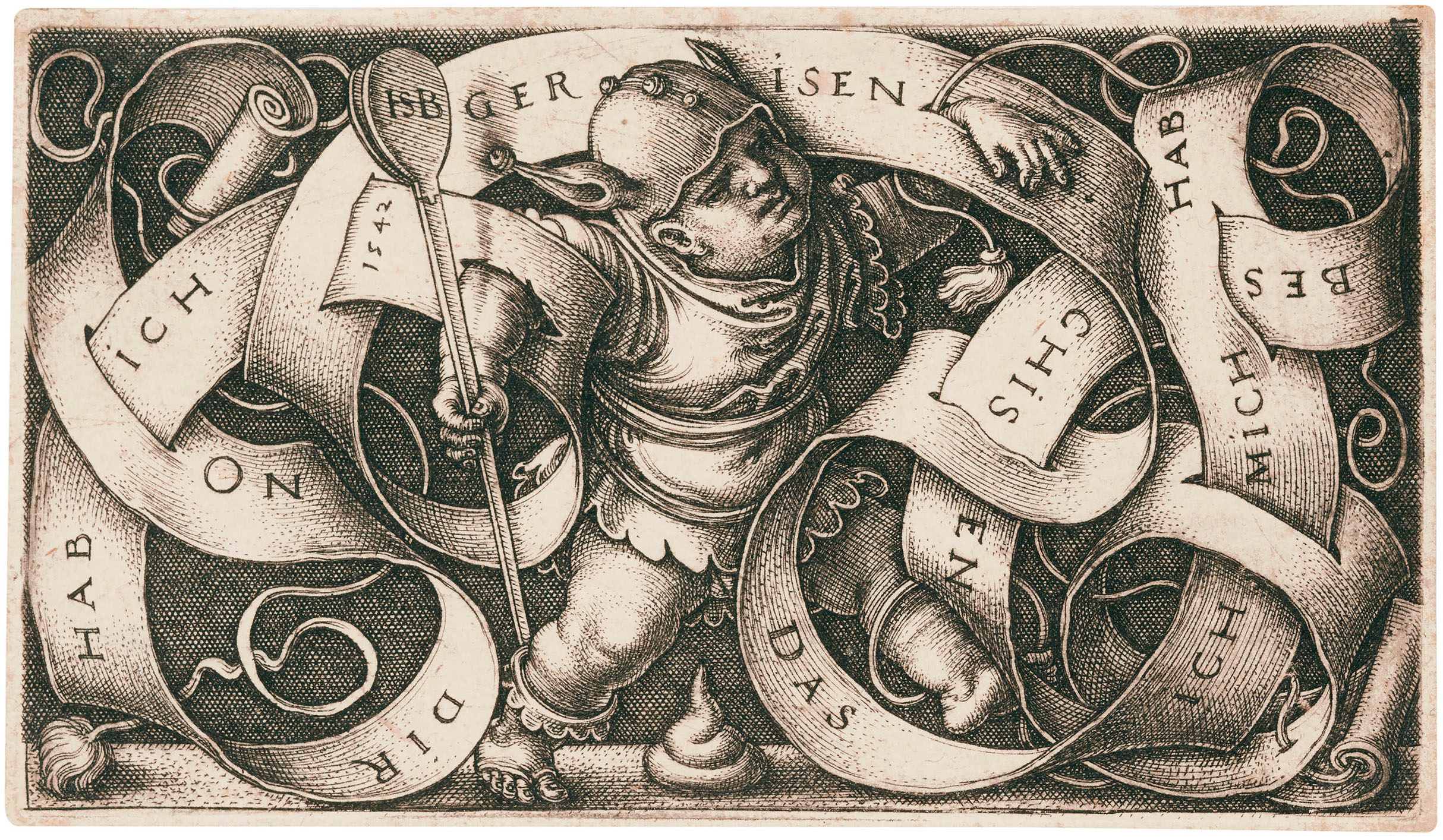
Sebald (1500–1550): A kis bolond. A képen székelés látható (gravírozás, 4,4 x 8,1 cm), 1542

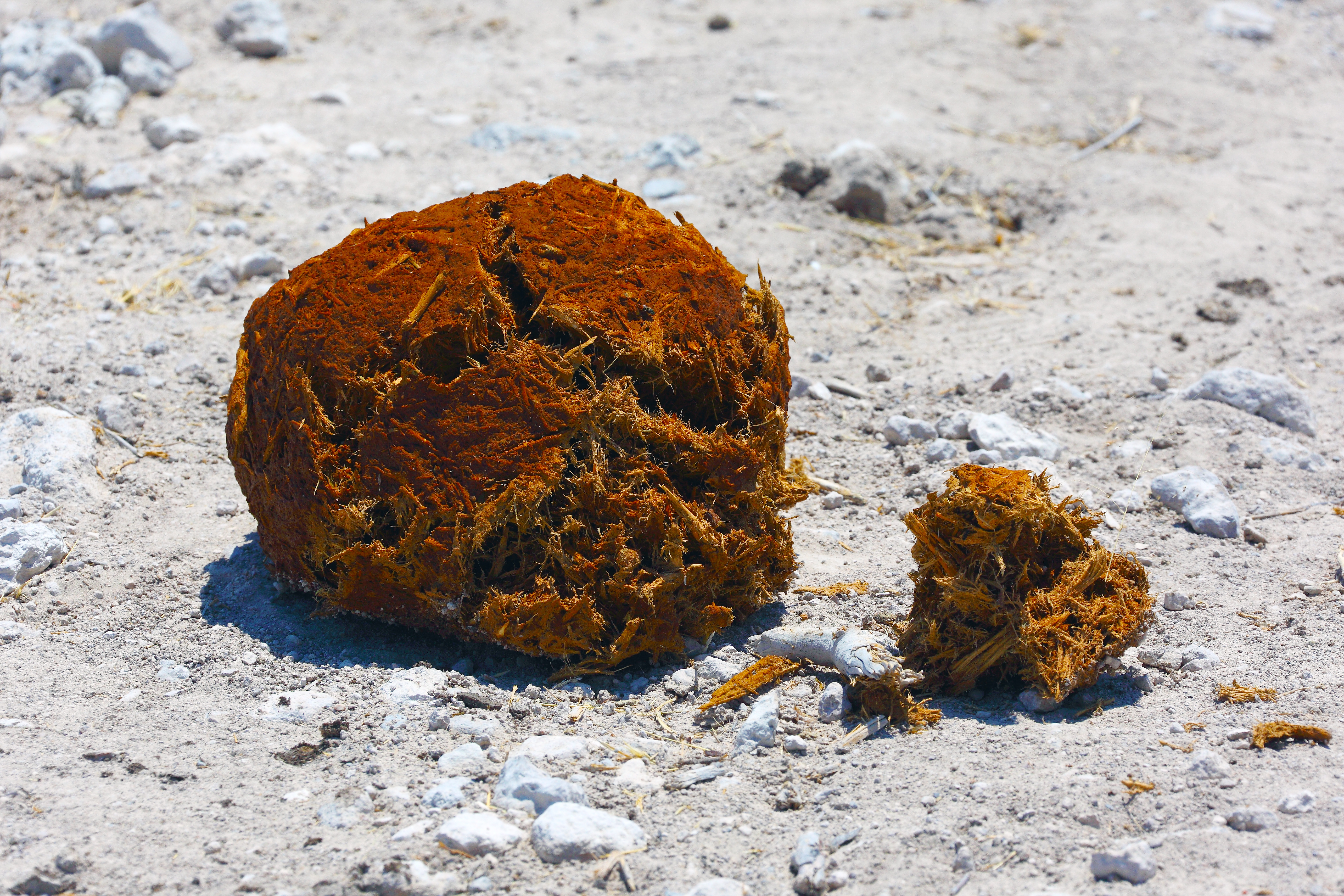
Elefántürülék

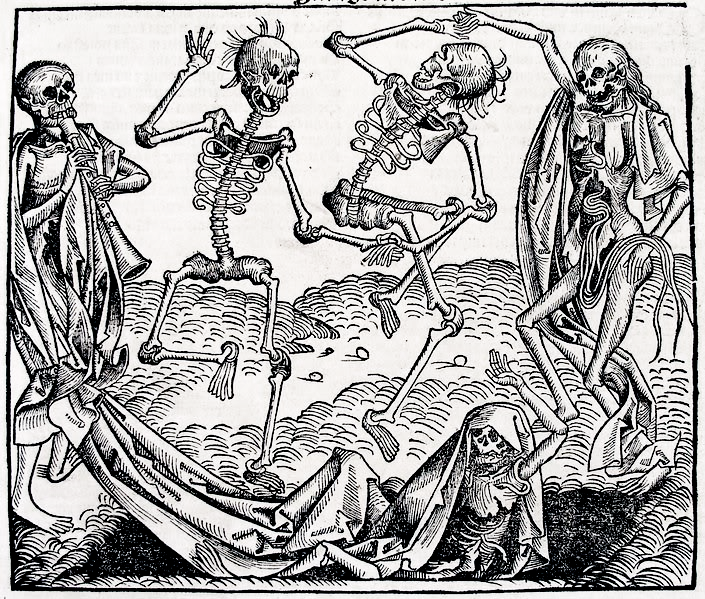
A Halál tánca, id. Hans Holbein (1491)

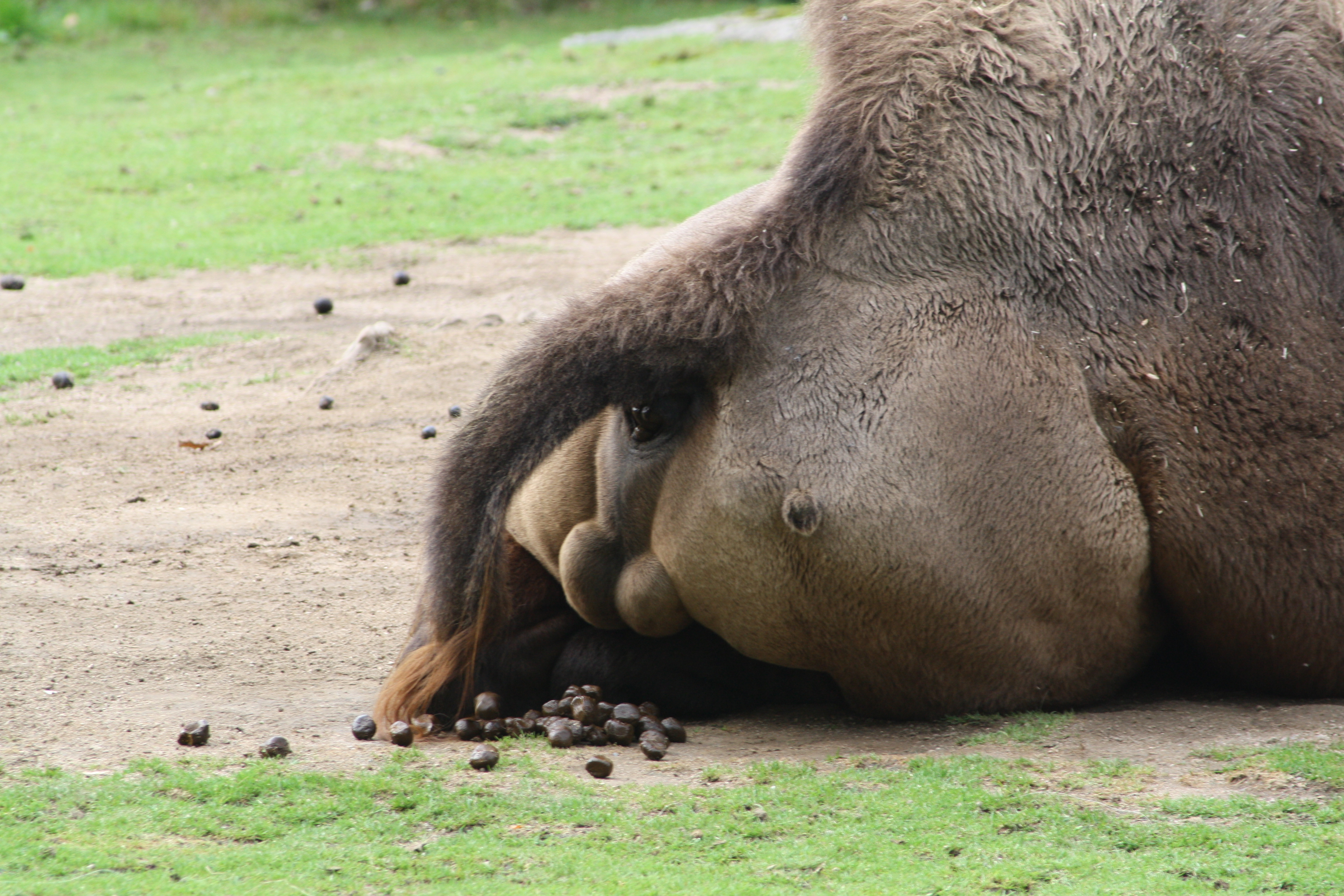
Teveürülék (Camelus bactrianus). Vizelete, mint egy sűrű szirup, és az ürülék olyan száraz, hogy azzal tüzelni lehet. Liberec ZOO

A hidrogén-szulfid is hozzájárul a széklet szagához (a molekula 3D-s ábrázolása)

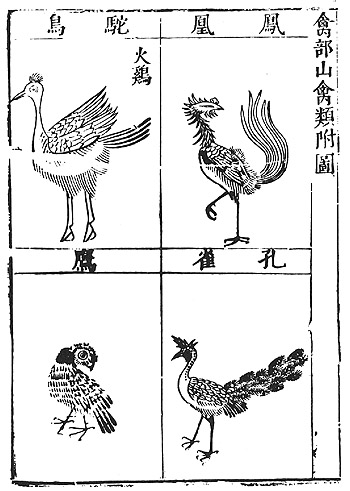
Compendium Materia Medica (1603) A gyűjtemény gyógyászati szöveget írta Li Shizhen (1518–1593) a Ming-dinasztia regnálása idején.

A koproterápia testváladékkal, testfolyadékkal, exkrétummal, anyagcseretermékkel történő gyógyítást jelent. A görög koprosz, κόπρος (ürülék), a szanszkrit śakrt szóval rokon; a görög therapeia, θεραπεία szó jelentése javítás. A koproterápia szinonimájaként használják a szkatoterápia (görög szkatosz, szemét, széklet; a latin skatere, előtör) szó fogalmát, de ez csak a széklettel történő gyógyítás fogalmát takarja. A széklet és a vizelet használatának a gyógyításban az őskortól hagyománya van.
Mindenképpen kiemelendő, hogy a koproterápia a 18. században az orvosi gyakorlatból teljesen kikopott, de a népi gyógyászatban tovább él, például Indiában. A terápia veszélyei miatt egyszerűsége és olcsósága ellenére mindenki tartsa távol magát a kezelésektől, még ha szakavatottnak tűnő személy a terapeuta. Teljesen ellentmond a mai tudományos, evidenciákon alapuló orvoslásnak a koproterápia. Nincsenek klinikai vizsgálatok a koproterápia hatékonyságáról, amely ma nem több orvostörténeti terápiás kuriózumnál, amely napjainkban az emberi hiszékenységre és tanulatlanságra épít. Helyesebben: úgy hat, mint a jó (aktív) placebo, tehát nem hatástalan. Mind többen vallják, hogy nincs olyan betegség vagy kóros állapot, melyben ennél többre lenne képes. Maradt a hit mint a túlélés döntő tényezője.
A hagyomány szerint a Rómában tevékenykedő bithüniai Aszklépiadész (orvos) (Kr. e. 1. század) volt az első tanult orvos, aki gyógyszerként emberi ürüléket javallott betegeinek. Az emberi és állati ürülék, vizelet és vér, a menstruációs vér, tej és a nyál az emberből és állatból kerül ki. Tartalmazza tehát a szervezet minden „hasznos" anyagát. A múlt század elején „kíméletlen” orvoslásnak számított a hánytatás, a hashajtás, az izzasztás, az érvágás és a testváladékokkal, anyagcseretermékekkel gyógyítás, a koproterápia, amely a „szennypatika” része volt. A medicina pauperum (a szegények patikája) című
compendiumokban jegyezték le különösen gyakran, hiszen ezek célja éppen az ingyen beszerezhető medicinák összegyűjtése volt.
Napjainkban is él a „koproterápia”, de nem az ethnomedicinális értelemben, hanem nagyon is evidenciákon alapul, amikor egészséges székletet transzplantálnak antibiotikus terápia okozta mellékhatás kivédésére, a Clostridium difficile hasmenést okozta tüneteinek kezelésére. A normál vastagbélflóra baktériumtörzsének újra-kolonizációjára használják az egészséges székletet. A cukorbetegség, sőt a kövérség és a Parkinson-kór is gyógyítható lehet egyszerűen azzal, ha kicseréljük a belek baktériumflóráját.

## Koproterápia az ethnomedicinában

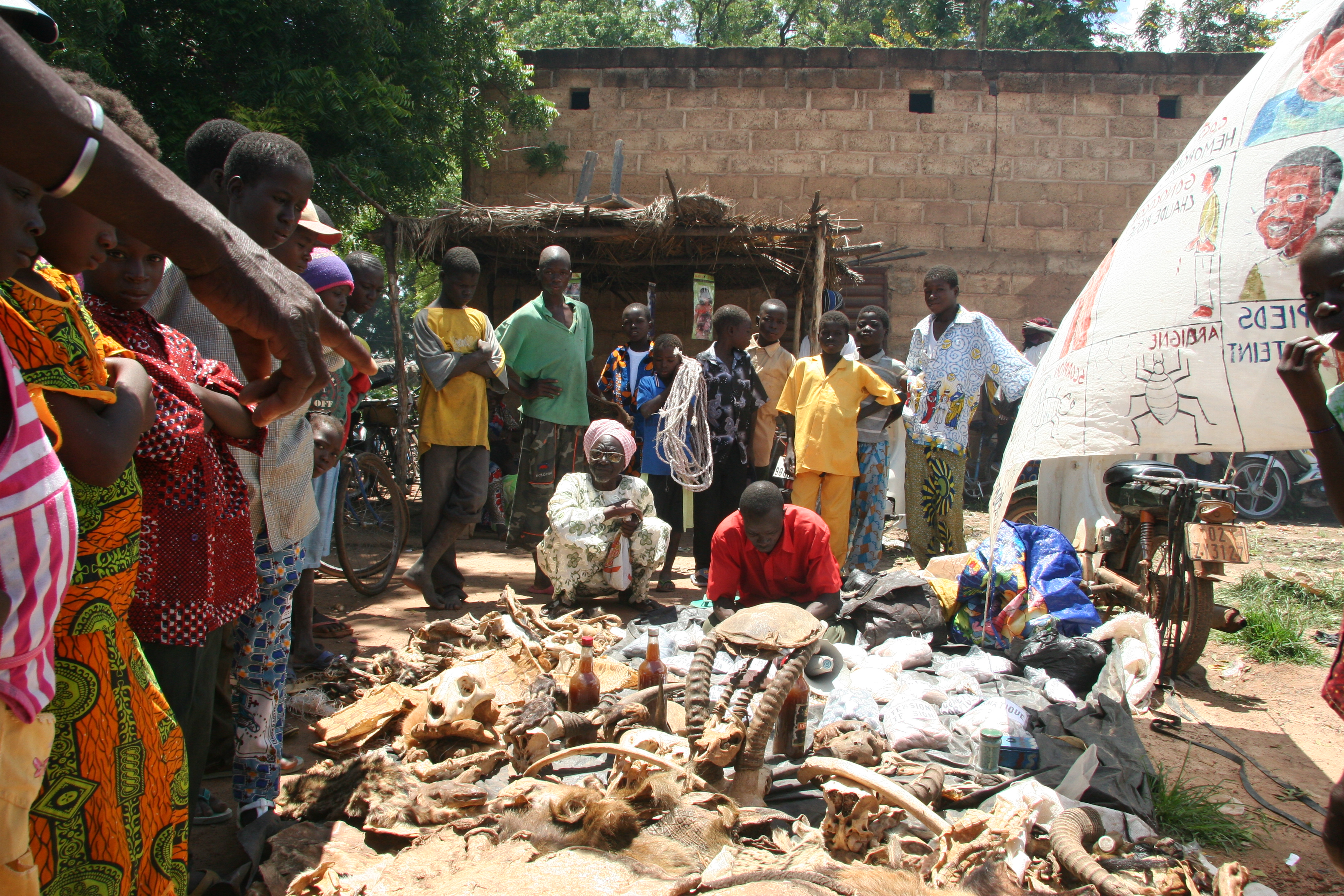
Népi gyógymódok Ouagadougouban, Burkina Faso

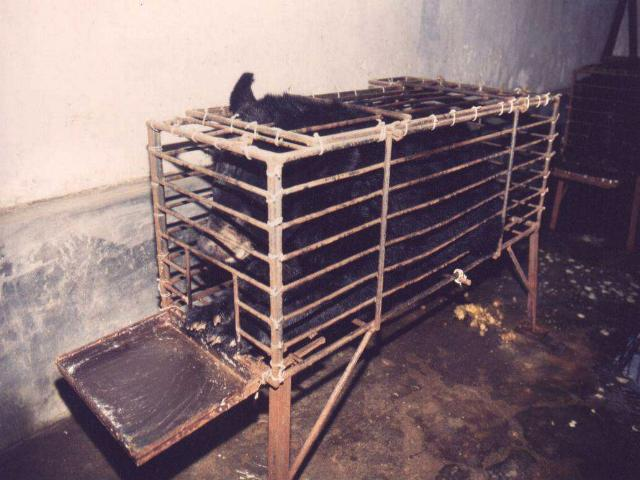
Fogságban tartott medve annak érdekében, hogy epéje kinyerhető legyen. Ázsiai Állatvédelmi Hálózat, Huizhou Farm, Vietnám

### Transzcendentalitás és ethnomedicina
A népi gyógyászatban elsősorban a növényi, állati (koproterápia) és ásványi eredetű gyógyszereket alkalmaztak. A népi gyógyítás a nép hitének olyan rétege, amelyben keverednek a tudás- és a mágikus, transzcendentális elemek. Olyan összetett szabálysorozatról szól, amelyben nehéz elválasztani a hiedelmeket a tényszerű és hasznos tudástól, ráadásul a hit vagy a hiedelmek gyógyító erejét sem szabad lebecsülni. A hit a hagyománynak empirikusan ellenőrizetlen eleme, ugyanakkor a népi tudás számos elemét az évszázados gyakorlat megerősítette (a gyógynövények hatását egyes betegségek és gyógyító eljárások esetében). A népi gyógyításhoz kapcsolódó tudásanyag önmagában is többrétegű: egyrészt a betegségekről szóló ismereteket, másrészt a gyógyításhoz felhasznált szereket, illetve a gyógyító cselekvésekre, szövegekre vonatkozó utasításokat tartalmazza.

### Szkatoterápia éssimilia similibus curantur
Állati, emberi eredetű anyagokat időtlen idők óta használják a különböző egészségügyi rendszerekben Európán belül és kívül, és még napjainkban is használatban vannak. Egyes esetekben ezeket szájon át alkalmazzák, hogy farmakológiai hatást érjenek el, más esetben inkább szimbolikus értelemben része a terápiának. Az anyagcsere végtermékeinek használata az ethnomedicinában az őskortól kezdve napjainkig gyakorlat. Igen elterjedt volt mindenféle betegség gyógyítására a ganéjterápia. Ennek alkalmazásától azt várták, hogy a betegséget okozó démon megundorodjon a felhasznált anyagtól, és elhagyja a beteget. Az ötlet mögött a gyógyászati felhasználásra alkalmazott állati ürülék volt abból a célból, hogy felvegye a harcot a gonosszal (similia similibus curantur jelentése: „hasonló a hasonlót gyógyítja”). Fogfájás ellen holló ganéját és fehér kutya ürülékét javasolták.

### Koproterápia a népi gyógyászatban Magyarországon
A magyar nép az orvos fogalma alatt hosszú századokon keresztül, majdnem a 19. századig, általában a gyógyítással foglalkozó embereket értette, akik néha parasztok, máskor csaló kuruzslók, máskor becsületes, jó szándékú empirikusok voltak. Az empirikusok gyakran minden anyagi ellenszolgáltatás nélkül gyógyították az egyszerű népet éppen úgy, mint a nemesi kastélyok lakóit, gyakorlati tapasztalataik alapján. Orvosnak nevezték a misztikusokat, a bűbájoskodókat, orvos volt a kuruzsló, a vándor, aki ravasz és haszontalan tanácsokat adott nekik ellenszolgáltatásért. Orvos volt a csontrakó csontkovács, éppen úgy, mint a kolduló vagy az ispotályos szerzetes pap. „Orvos"-nak tekintették a sebdoktorokat, akikről már a 13. századból is vannak relikviáink. Ezek empirikusok voltak kezdetben, később a céhrendszerben már sebmesterek oldalán tanulták a sebgyógyítás műveleteit. „Orvosok" voltak a balneátorok, a feredősök, fürdősök is, éppen úgy a borbélyok, akik eret vágtak, köpölyöztek, „kenyetet” kevertek és azzal „dörgöltek”, azaz masszíroztak.
Éppúgy „orvos" volt később a füves ember doktor is, akik között akadtak „önálló mesterek" is, de leginkább a várak és kastélyok főurait gyógyították. Egyetemet végzett orvos alig volt a nép mellett. Eleinte a királyi udvarokban (Könyves Kálmán, IV. Béla, II. Endre, Róbert Károly, Nagy Lajos, Zsigmond), később már a nagyobb városokban (Kolozsvár, Nagyszeben, Kassa, Pozsony) is akadt egy-egy orvos. Nem véletlen, hogy a szegénységben élő nép alkalmazta a régi magyar orvosló könyvek receptjeit, amelyben gyógyító szereik között a fekáliák is megtalálhatók. A népi gyógyászatban a tüdővészre farkas májat, forralt bort, menyét vért, galamb trágyát javasoltak. Magyarországon a betegek a saját vizeletüket a malária tüneteinek enyhítésére itták.
’A bikáról, ökörről, s borjúról’ c. tanulmányhoz, amely a címben szereplő háziállatok „orvosi hasznáról" is beszámol. Az ökörepéről megtudjuk, hogy „mikor a felettébb való szorulásban levő személyeket kristályozzák, az ökör epéjéből szoktak egy keveset a kristélyba elegyíteni, hogy az a béleket ösztönözze.” A bika vére – olvashatjuk- hasznos orvosság a vérhasban és vérköpésben. Külsőleg „kenésre, a dagadásoknak el- oszlatásokra, a sömöröknek s más bőrön való motskoknak kitörésekre” van jótékony hatással. Ezzel azonban még nem merülnek ki az ökör „farmakológiai” előnyei. „Az ökörnek még ganéjja is igen nagy hasznú az orvoslásban, a belső gyulladásoknak meg-enyhítésekre; kivált a gutaütésekben”. A tehénnek a vizelete „régtől fogva nevezetes orvosság a patikákban, de minthogy ez alatt a név alatt kevés kelne el belőle, ezerjó fő vizének neveztetik, s úgy árultatik”.

### Koproterápia a tradicionális orvoslásban külföldön

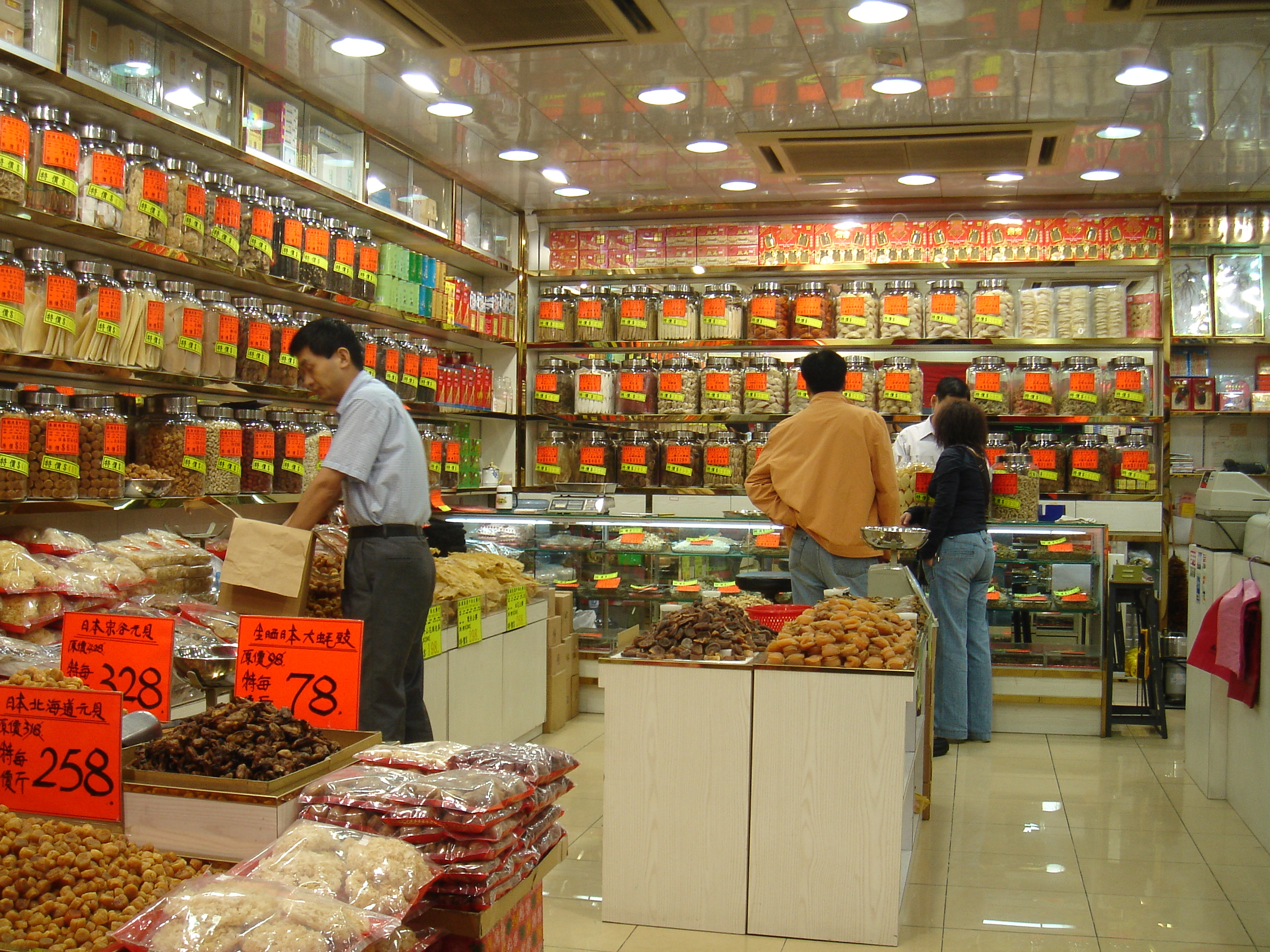
Tradicionális kínai medicinák gyógyászati boltja – Tsim Sha Tsui, Kowloon, Hongkong

Maszáj „sebészek” vérző, szakított sebeket inakkal szorították le, a sebkötöző gyakran tartalmazott mérgező anyagokat, mint például a tehén trágyát és porított kőrisbogárt, amelyek mint adstringensként és antiszeptikumként alkalmazták. A horvát népi gyógyászatban laikus férfiak a gonorrhea gyógyítására használták a tehéntrágyát úgy, hogy hason fekve a trágyában kellett meghatározott ideig tartózkodni. Ezután sört kellett fogyasztani. A népi gyógymódok szerint szűzlánnyal is lehetett a gonorrheát kezelni. Nemcsak az ürülék maga, hanem még a szagának az alkalmazása is gyógyító gyakorlat volt a szegények „szennypatikájában”. Az orvosi felhasználása a vizeletnek még szélesebb körben elterjedt, mint az ürüléké. Használták szemölcsök ellen, bronchitis, trachoma, diftéria és skorbut ellen is. Vizeletet használták a hagyományos kínai orvoslásban a sebek gyógyítására, a vérkeringés serkentésére. A németek azonban meg voltak győződve arról, hogy a vizelete a férjnek – belsőleg alkalmazva –, a feleség könnyebben esik teherbe.

### Szkatoethnológia szakértôi

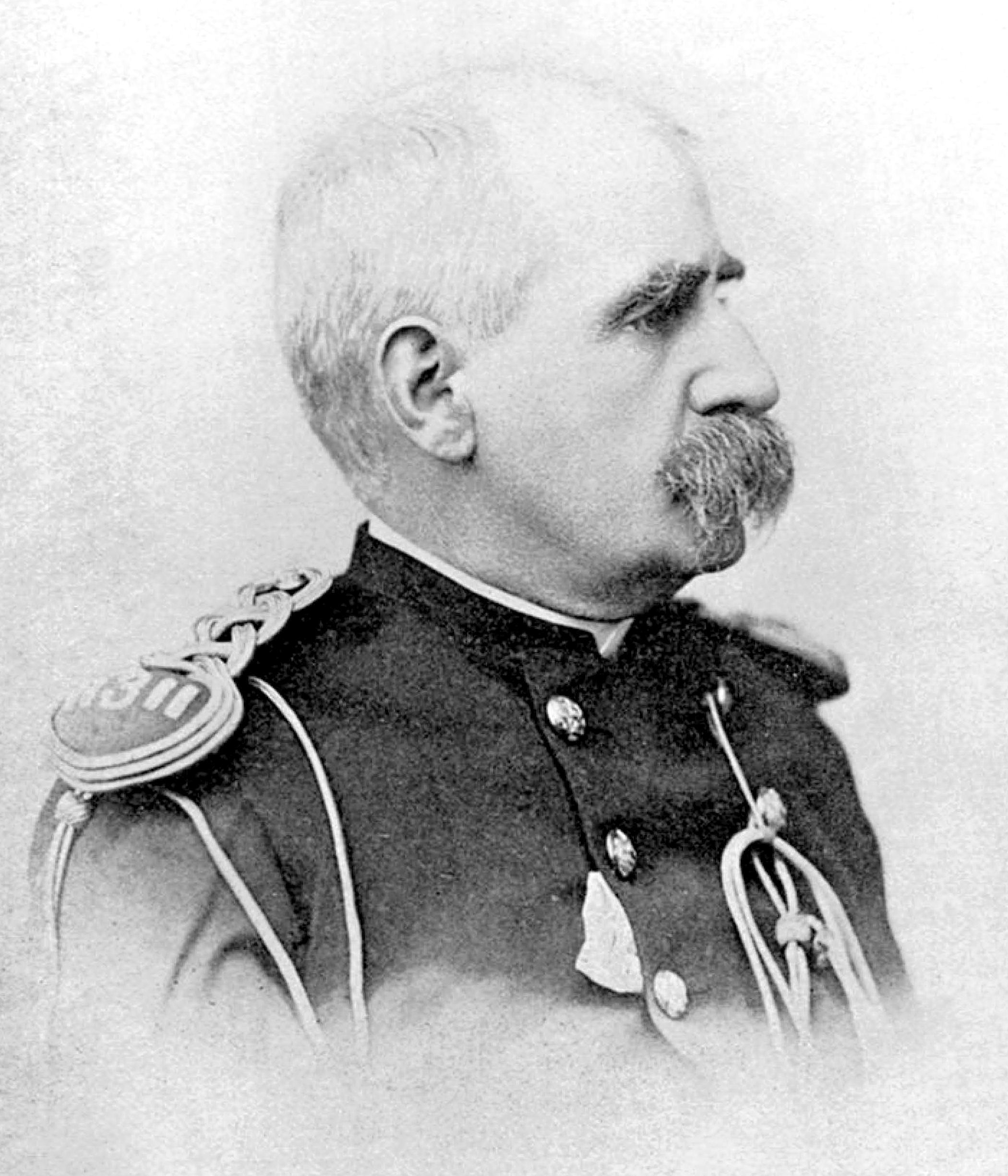
John Gregory Bourke (1843–1906) – a szkatoetnológia szakértője

John Gregory Bourke (1843–1906) amerikai ezredes, a szkatoetnológia szakértője, terjedelmes gyűjteményt állított össze a 19. század végén még elő népi szkatoterápiás eljárásokról.

## A koproterápia története

### Ókor

#### Mezopotámia

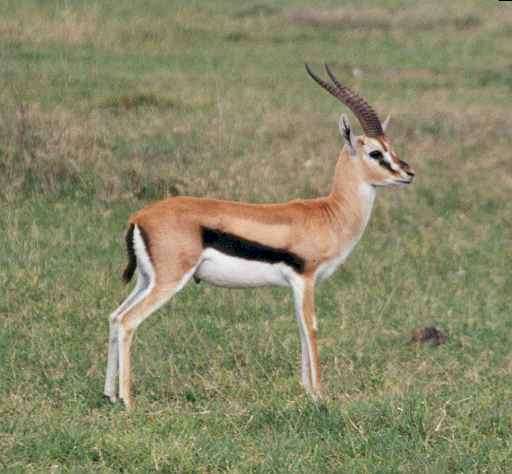
Gazellaürüléket alkalmaztak Mezopotámiában, Kr. e. 3000-ben

Mezopotámiában gazellaürülék maradványokat gyógyszerként használták fel Kr.e. 3000 évvel. Az ókori Mezopotámiában élők hiedelmei szerint a démonok és ördögök betegség és szerencsétlenség okozói. A gonosz szellemek hajlamosítanak különböző rendellenességekre. Akárcsak a népi gyógyászatban, a primitív gyógyszerészetben, a mezopotámiai gyógyítók is igyekeztek megszabadítani a betegeket a betegség-okozó démonoktól. Alkalmaztak gyógyszereként ürüléket, váladékot (nyál), hogy elűzzék az undorító, bűzös anyagokkal a beköltözött démonokat. Aromás anyagokat égettek el tollal és bőségesen adagolt kutyatrágyával és sertésepével együtt, hogy a beteg hajlékát megszabadítsák a démonok és az ördögök szellemétől. A mágus, az asu megpróbált átadni a démonoknak helyettesítő áldozatként egy állatot, vagy egy mágikus számot.

#### Egyiptom

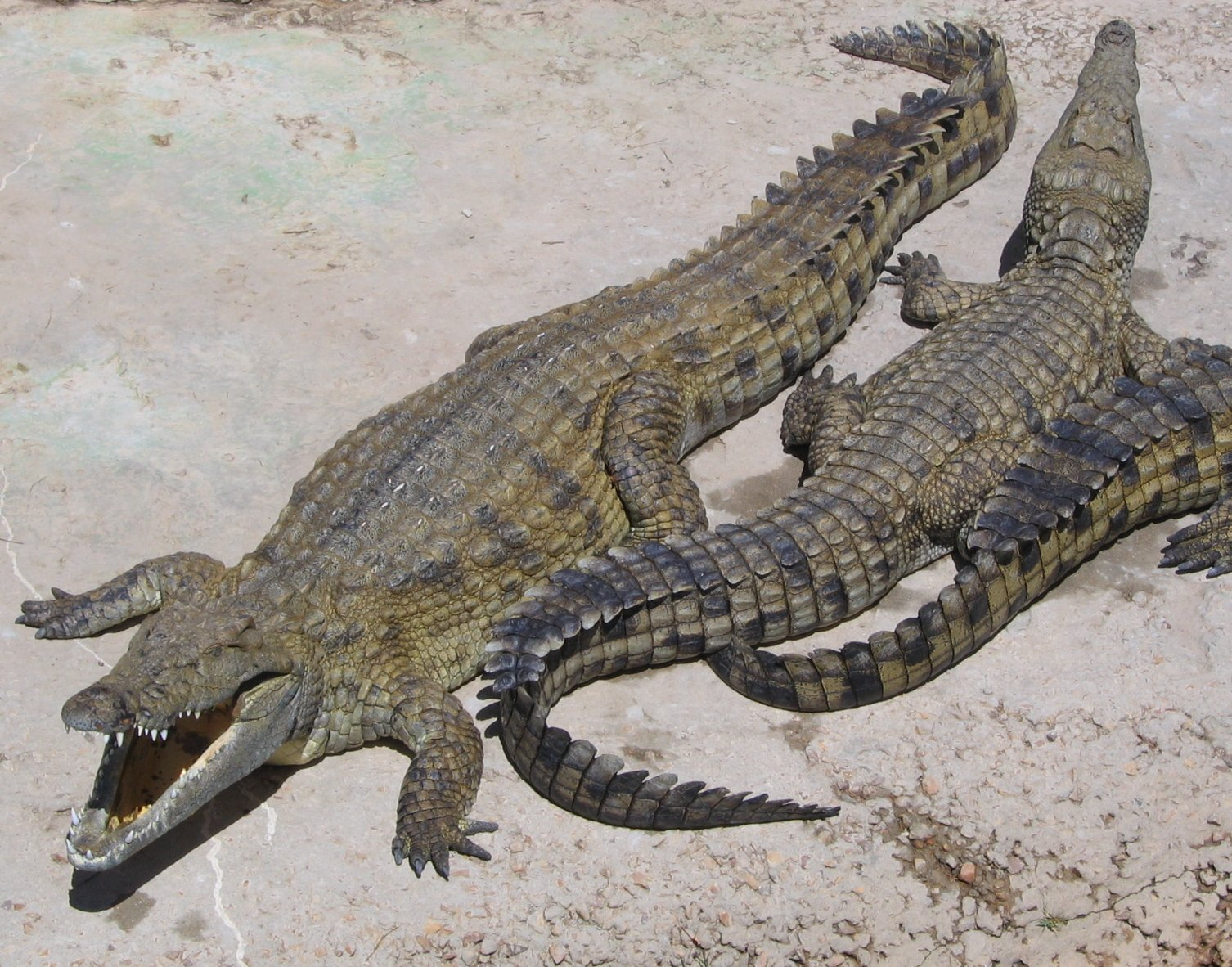
Krokodilürülék alkalmazása fogamzásgátlásra, spermicid hatása alapján

Az óegyiptomi gyógyszerek egy része állati szervezetekből származtak, mint például az ökör, oroszlán és víziló epéből, vérből és székletből. Érdekes megfigyelni, hogy az állati test részeinek és váladékainak használata még ma is világméretű gyakorlat, amit az egyiptomi orvosok, többek között Imhotep (Kr. e. 2750 körül) korában is alkalmaztak. Sok ilyen terápiás eljárást írtak le az országról úgy a közelmúltban, mint a 17. században, és még korábban. Az egyiptomi "swnw" (ejtsd szunu, orvos) sokszor alkalmazott emberi és állati (pelikán és a víziló) vizeletet a gyógyításban. A Kahun papirusz, amely Kr.e. 1900 körül íródott fragmentumai foglalkoznak nőgyógyászattal és állatgyógyászattal, ahol leírja a krokodil ürülék alkalmazását fogamzásgátlásra, amit pesszárium (vaginális kúp) formájában tartalmazott. Az egyiptomi receptekből sem hiányzik a különböző állati vér. Holló vére őszülés ellen segít, mert a holló fekete. Sokat foglalkoztak a szépségápolással. Ősz haj befestése fekete borjú vérével. A vastartalmon biztosan hatott az emberi szervezetre. Szarvasmarhafélék vére, szamár (váladék), disznó vér, kandúr genny és ürülék, sólyom ürülék. Csődör spermája az impotenciát gyógyítja. Az anyatejet (fiút szült asszony teje) fehér gumival és piros festékkel együtt kellett elfogyasztani az eredményes gyógyuláshoz.

#### Görögök

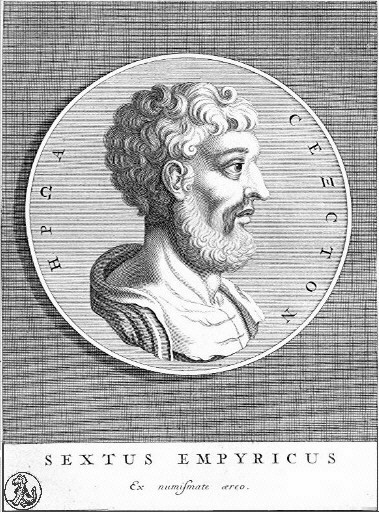
Alexandriai Sextus Empiricus (160–210) a koproterápia ókori görög képviselője

Az Alexandriában született Sextus Empiricus (Kr.u. 160-210) orvos, filozófus a szkepticizmus és az empirikus iskola (empirizmus, görög empeiria, tapasztalatok) képviselője és a tarentumi Glaukiasz (Kr.e III. század) orvos, az empirikus iskola követője. Rajtuk keresztül a koproterápiát széles körben használták többféle betegségben. A krokodilok széklete annyira értékes volt ebben a korban, hogy hatalmas nyereséget kovácsoltak ebből a gyógyítók.

#### Római kor
A Corpus Hippocraticumban is megtalálhatók a trágyából készült gyógyszerek. Von Staden, Heinrich: Nők és piszok című cikkében hangsúlyozza a megdöbbentő tényt, hogy ürülékből készült gyógyszereket használtak a hippokratészi orvosok kizárólag nőgyógyászati kezelésekre. Rómában Aszklépiádész (I. e. 1. század) volt az első tanult orvos, aki ürülékkel gyógyította a betegeket. Idősebb Plinius (i. sz. 1. század) többféle állat ürülékét használta gyógyításra a Historia Naturalis 28. könyvében, többek között a tevetrágyát hajhullásra, a kecske ürülékét szemmel verés ellen vagy a fekete koca vizelete epilepszia ellen volt hatásos, de szembetegségek kezelésére Plinius (XXVIII, 28, XXIX, 37-38), megemlíti különböző állatok ürülékét szemhéjgyulladás, szaruhártya homály, rövidlátás, szürkehályog esetén. Kataraktára (XXIX, 38) menyét hamvait, gyík vagy fecske agyát. A szkatoterápia is gyakran alkalmazott Pedaniosz Dioszkoridész görög katonaorvos és szakíró (1. század) terápiás gyakorlatában vagy Galénosz (129–201) Görög származású római orvos, filozófus is használt munkáiban. A római orvosok úgy tartották, hogy a gladiátorok vére többek között epilepszia és meddőség gyógyítására is alkalmas. Élelmes kereskedők gyakran már az arénában is árulták a halott harcosok vérét.

### Középkor

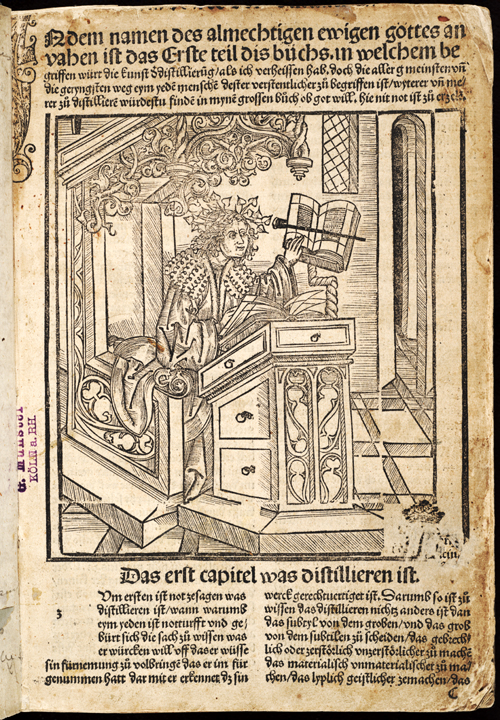
Illusztráció a „Kleines Distillierbuch” című könyvből (1500)

Ürüléket tartalmazó recepteket alkalmaztak Caelius Aurelianus (5. század), Amidai Aëtius (502-575). Hasonló recepteket lehet találni a bizánci és arab szerzők munkáiban is. Avicenna (980–1037) például emberi széklettel gyógyított nyíl okozta sebeket. A salernói Guillaume de Congeinna humán epét vagy a fülzsírt ajánlott kataraktára.
Az ürüléknek azonban nemcsak anyagát, hanem illatát is hasznosították gyógyászati céllal. Brunschwig (1497–1530) Buch der Wunderztney c. kötetében részletesen tárgyalta a lőtt és lövés által roncsolt sebek ellátását, amelyek langyos olajjal való kimosását javasolta. A német Pfolspeundt 1460-ban megjelent művében „Bündth-Arztney” a vérzés csillapítására szamár- és disznóürüléket alkalmazott, azonban a sebeket már selyemfonallal varrta, a varratokat a 7. napon eltávolította.
A 14. században pestises fertőzés megelőzésképpen szagolgattak erős ammóniatartalmú tehéntrágyát, ám ugyanez a szer orrvérzés csillapítására is szolgálhatott. A szkato- és uroterápia az úgynevezett medicina pauperum (szegények patikája) nevezetű gyűjteményekben fordult elő különösen sűrűn, hiszen ezek célja éppen az ingyen beszerezhető medicinák összegyűjtése volt. Az ürülékkel történő gyógyítás virágkorát a 17. század második és a 18. század első felében élte. Görög és római orvosok gyakorlatát követve a nőgyógyászatban a 4. századig alkalmazták a széklettel és vizelettel történő gyógyítást.

### Újkor

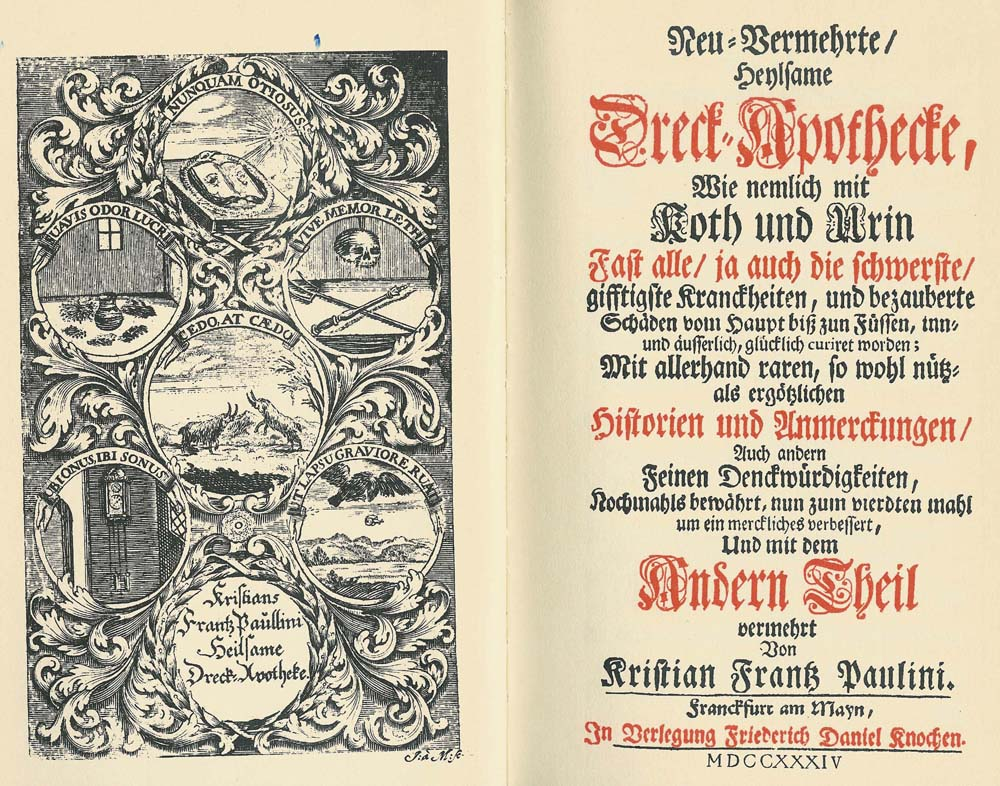
Franz Christian Paullini (1643–1712) orvos, német és latin író, polihisztor „Neue heilsame Dreckapotheke…” című munkája

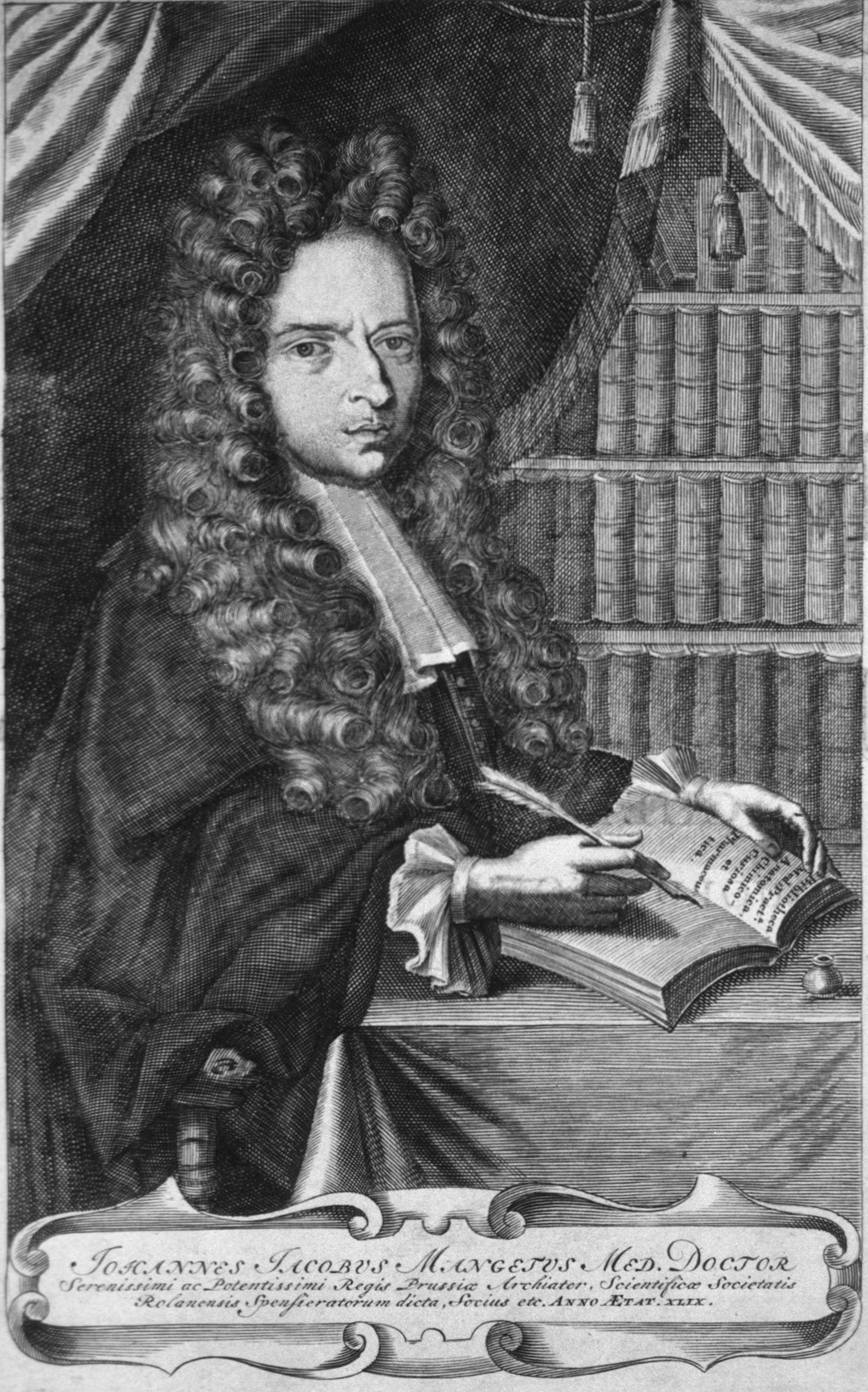
Jean-Jacques Manget svájci orvos, író

A Fel tauri (ökörepe) már az 1565-ös kölni Dispensatoriumban megtalálható.
A legismertebb székletgyógyász, Franz Christian Paullini (1643–1712) 300 éve számos kiadást megért Heilsame Dreckapotheke című könyve, amelyet Frankfurtban, 1696-ban adott ki, elsősorban a korábbi medicina pauperumok anyagából merített. Johann David Ruland német orvos Pharmacopoea nova című szkatoterápiája, amelyet szerzője Magyarországon a nyugati határhoz közeli kereskedővárosban, Modorban írt 1641-ben, majd a szintén magyarországi Lőcsén, illetve Nürnbergben adott ki 1644-ben, egy időben.
A 17. században Európa-szerte kiadják az első gyógyszerkönyveket. Ezekben a pharmacopea-ákban patikában árusítható, engedélyezett gyógyszerek listáját adták meg, előírták készítésük mikéntjét. Időszakonként átdolgozták, kiegészítették, feltüntetve az új preparátumokat, a rég elavultakat pedig törölték. A matériák igen változatosak voltak, előfordultak közöttük antik, arab, különböző egzotikus eredetű anyagok, az akkori modern kémiai szerek, sokféle népi gyógyászatban használatos alapanyag: növényekből és állatokból származó szerek, ideértve a legkülönbözőbb ürülékeket is (az ún. Dreckapotheke-nek mindig akadtak hívei). A több tucat összetevőből készült és igen nagyra értékelt univerzális méregtelenítő és lázcsillapító terjék a francia gyógyszerkönyvekben még 1880 körül is előfordult. A tekintélyes gyógyszertáraknak specialitásai is voltak. A francia király udvarában gyakori „vapeur” rosszullétek speciális gyógyszerét a „smaragd vizet” (ami lepárolt vizeletből készült) a Louvre laboratóriumában állították elő a kapucinus barátok.
Daniel Becker (1594–1655) 1660-ban Londonban megjelent Medicus microcosmusában vagy Johann Gufer a maga 1752-es Medicina domesticájában szintén ezt az irányzatot követte. A XVII. század tudományos irodalmában is megjelenik a székletgyógyszer: Rosinus Lentilius (1657–1733), a württembergi herceg orvosa a lipcsei Ephemerides Medico-Physicae című folyóirat 1694-ben megjelent számában írt összefoglalást a székletgyógyászatról.
A téma legteljesebb feldolgozása Martin Schurig (1656–1733) szász udvari orvos Drezdában, 1725-ben kiadott Chylologiája volt, amely már farmakognóziai elemzéseket is tartalmazott. Az emberi és állati ürülék a XVIII. század végéig a tudományos gyógyszerészetben is felbukkan. Jean-Jacques Mangetus (1652–1742) 1704-es gyógyszerészeti lexikona még a vizelet alkalmazási módjait sorolja fel. A 18. század végére az ürülék gyakorlatilag eltűnik a gyógyszerkönyvek lapjairól. A népi gyógyászat viszont még sokáig alkalmazta a szkatoterápiát.

### Napjaink és koproterápia

#### Szkatoterápia
Az emberi ürülékkel történő gyógyítás bizonyos kivételektől eltekintve a kuruzslás fogalomkörébe tartozik.

## Koproterápiás eljárások

### Szkatoterápia napjainkban

#### Uroterápia
Alternatív gyógyászatban alkalmazott gyógymód, vizelettel történő gyógyítást jelentett (urinoterápia vagy uropátia, auto-urinoterápia), az emberi vizeletnek gyógyászati és kozmetikai célokra történő alkalmazása, beleértve a saját vizelet elfogyasztását és az ember bőrébe masszírozását is. Hagyományosan alternatív gyógymódokat alkalmazó országokban mára egyértelműen az alternatív gyógymódok között tartják számon a saját vizelet elfogyasztását, annak ellenére, hogy sokan még annak gondolatától is rosszul vannak, hogy lenyeljék. Kínában 3 millió ember issza rendszeresen sárga testnedvét, Indiában pedig mai napig alkalmazzák klinikákon szakorvosok. Milyen betegségek esetén? A vizelet ivása, főleg a súlyos, más módszerekkel nem kezelhető betegségeknél javasolt: például asztma, bélbetegségek, ekcémák. Az idült, szinte gyógyíthatatlan gombásodásoknál különösen ajánlott. Vizeletterápiával foglalkozó orvosok szerint néhány cseppnyi reggeli vizelet igen hatásos gyulladt szemek kezelésében, továbbá alkalmazni lehet fülcseppként, vagy lábvízbe keverve fáradt lábak frissítésére. Néhány cseppnyi vizelettel egy pohár vízben gargarizálni is lehet torokfájás esetén, ha pedig orrlyukba szippantunk néhány cseppnyi vizeletet, az ki fogja tisztítani az eldugult orrot és a bedugult arcüregeket.

#### Vizeletből állítottak elő agysejteket
Agysejtek forrásává válhat az emberi vizelet kínai kutatók kísérletei alapján, akik egyszerű módszert találtak arra, hogy az emberi vizelettel kiürülő sejteket értékes, akár a neurodegeneratív betegségek terápiájában is felhasználható idegsejtekké alakítsák át.

### Anyatejjel gyógyítás
Honfoglaló őseink szülészeti szokásairól csak közvetve és keveset tudunk, de megjegyzendő, hogy pl. a kancatejnek gyógyító erőt és varázsos hatást tulajdonítottak.

### „Koproterápia” az állatvilágban

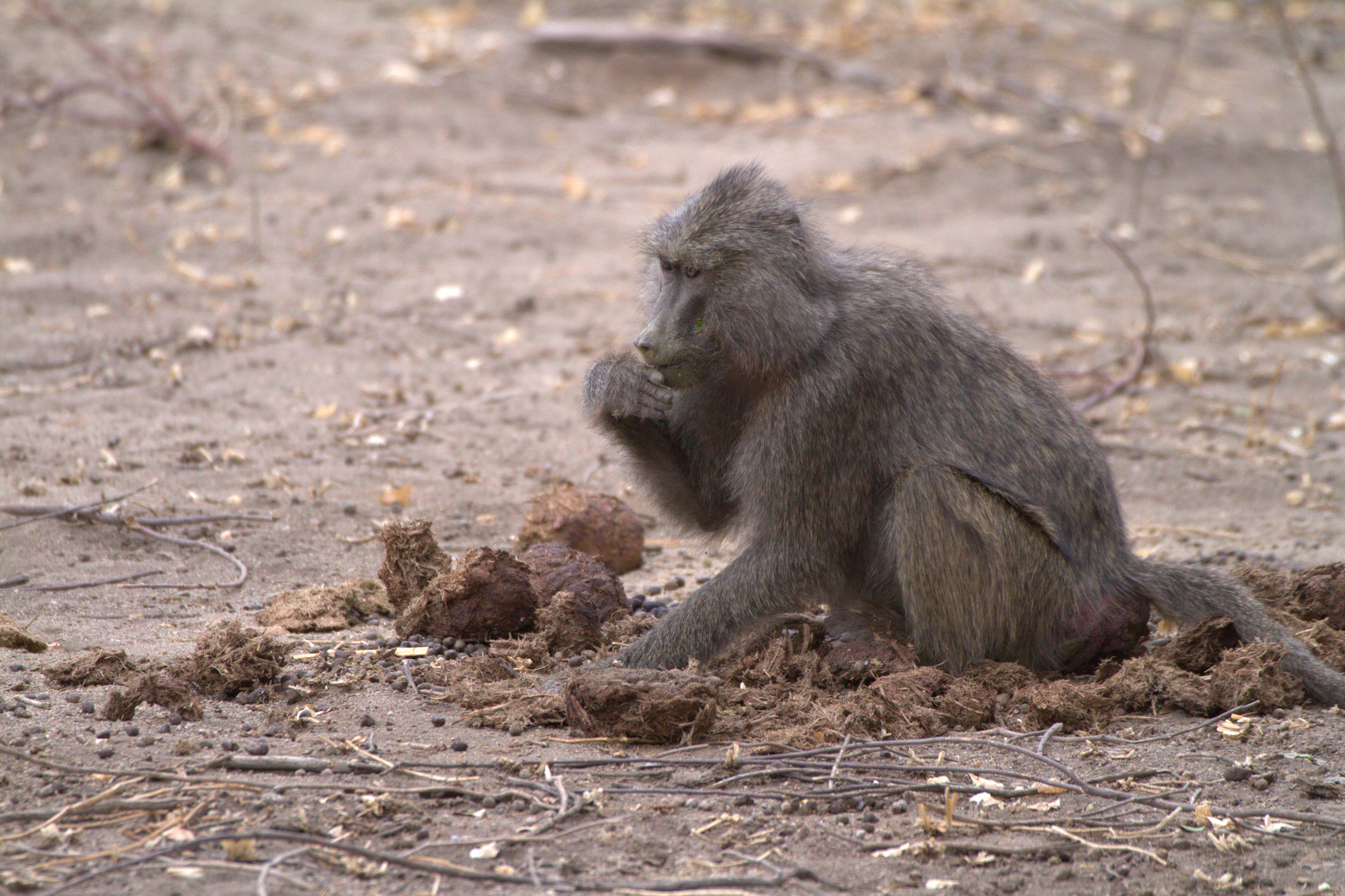
Pávián elefántürüléket lakmároz, 2011. szeptember 2.

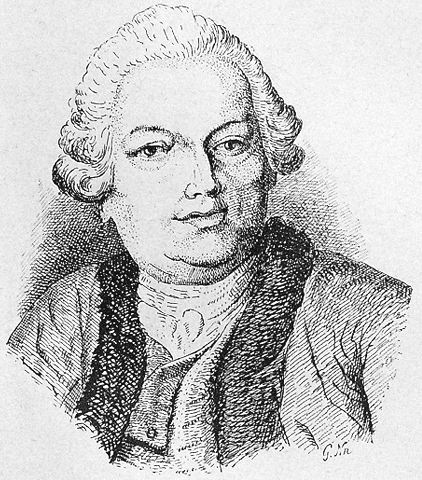
Bourgelat (1712–1779) francia állatorvos és sebész

Az állatvilágban nem ismeretlen, hogy néhány növényevő, azaz magas rost és alacsony fehérjetartalmú étrenden élők (pl. nyúl) saját ürülékét fogyasztja, mint normális részét az anyagcserének. Megfigyelhető, hogy főként ragadozó állatok, ha „elrontják” a gyomrukat, saját székletüket vagy más állatok ürülékét fogyasztják, mivel a félig megemésztett ürülék könnyen emészthető, és még mindig sok tápanyag és hasznos enzimet tartalmaz.
Az állatvilághoz kapcsolódik Wepfer (1620–1695) kísérletei állatokon. Különböző anyagokat, (mérgeket) próbált ki állatokon gyógyítás céljából, amellyel megalapította a Kísérletes toxikológia tudományát. 1658-ban megjelent klasszikus értekezése a stroke-ról Historiae apoplecticorum címmel. Wepfer munkássága hozzájárult a Kísérletes farmakológia és toxikológia alapjainak lerakásához. Kísérleteket végzett a mérgező vízibürökkel, a hunyorral, a sisakvirággal, és óva intett az arzén, antimon, higany orvostudományban történő használatától. Bourgelat (1712–1779) francia állatorvos és sebész saját és Wepfer tapasztalatait arra használt, hogy létrehozza az Állatorvosi gyógyszerhatástan diszciplínáját.

## Koprolit-elemzés a régészetben és „kapcsolata” a koproterápiával

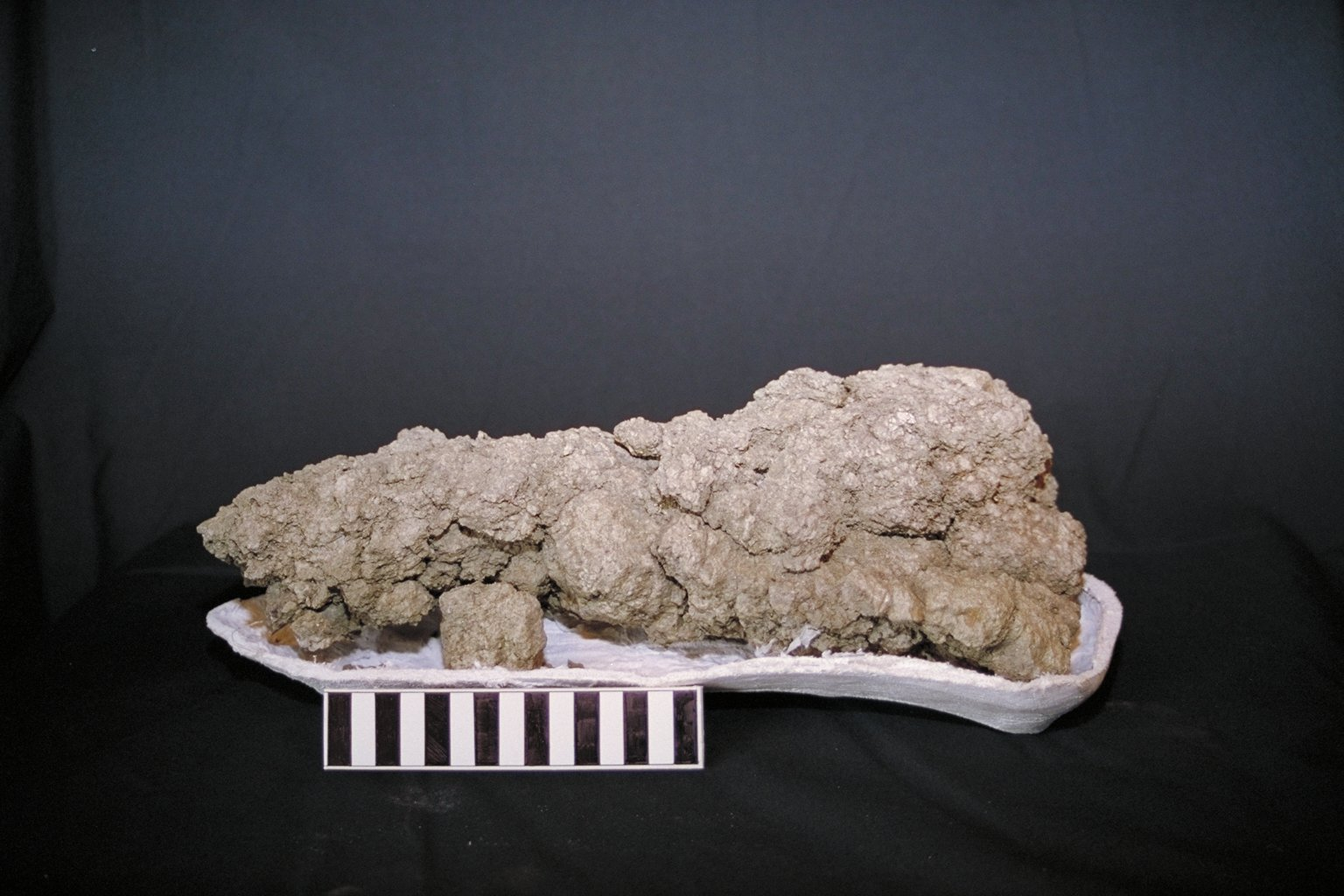
Húsevő dinoszaurusz fosszilis ürüléke, amelyet Délnyugat-Saskatchewanban találtak (Kanada). Kb. 15 cm hosszú

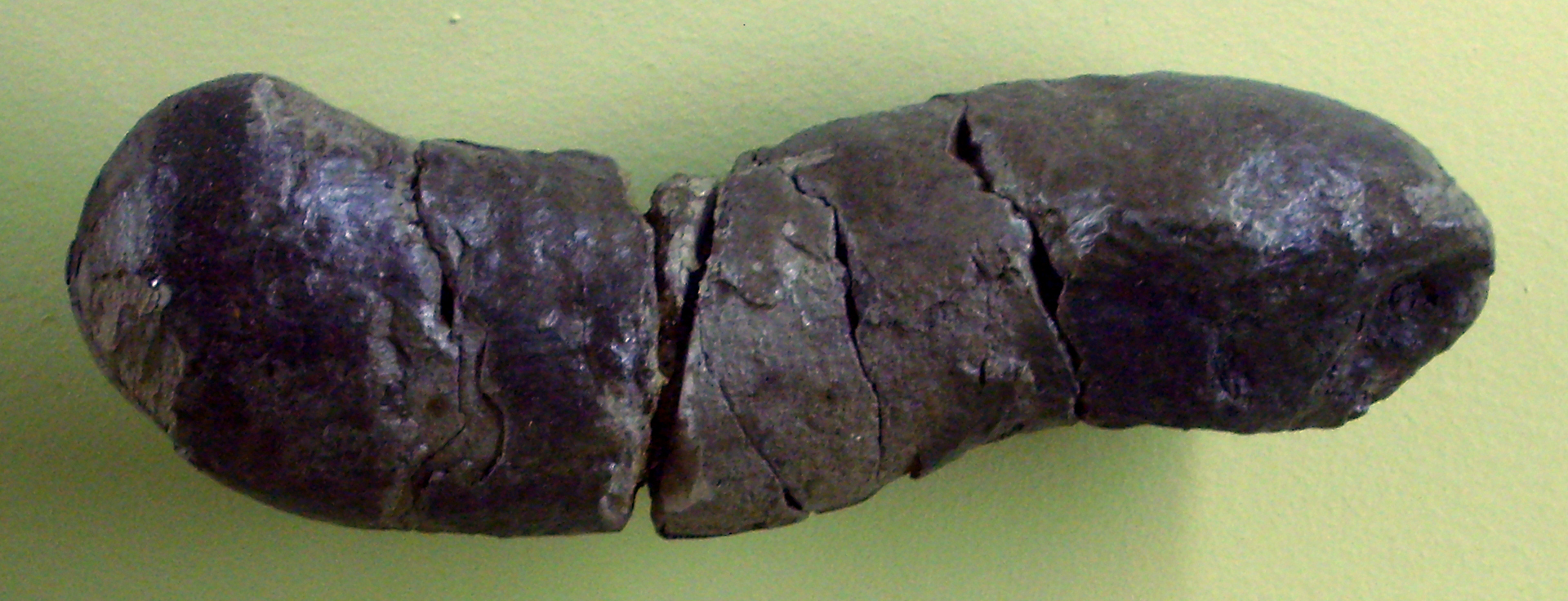
Anthracotherium sp. koprolit. Museum für Naturkunde, Berlin

A legjelentősebb táplálkozási maradványok archeológiai szempontból a régészeti koprolitok. A koprolit évszázadok során a kőzetekben, talajban deszikkálódott, megkövesült bélsár, amelyek védett, száraz régiókban fellelhetők minden kontinensen. A táplálékmaradványok jelentősek több szempontból is. Jellemzően a különböző makroszkopikus és mikroszkopikus maradványai a táplálék alkotórészeinek, az ezekből származó adatok alkalmasak rekonstruálni a „tulajdonos” étrendjét. Mivel a koprolitek szerkezete kiválóan megőrzi a legfontosabb információkat az étrendről, továbbra is a általában jobb minőségű élelmiszer maradványokat hordoznak más nem fekália eredetű kövületekkel szemben. Jó állapotban fennmaradt maradványait tartalmazzák a bélrendszeri élősködőknek és kórokozóknak, amelyek hatással voltak a prehisztorikus lakosság egészségre. Így kiváló bizonyítékokat szolgáltatnak a száraz régiókban élők táplálkozási szokásairól, betegségeikről. Feltárásuk, lelőhelyeik barlangokból, nyílt terepről, múmiákból, és néha temetőkből származnak. Latrinák belsejéből és szemét lelőhelyekből áll egy másik forrása is, még ha az egyének nem azonosíthatók a talajban talált matrixszal.

### Koprolit-összetevők

#### Biológiai komponensek
- baktériumok
- vírusok
- gombák
- paraziták: emberi koprolitokban talált élősködők alapján következtetni lehet a kor és a régió parazita-fertőzés elterjedtségére, a megevett állatokra, amelyek a féreg hordozói és a paleolit kor emberének egészségi állapotára.
- pollenek: a fosszilis pollent csapdába ejtik a koprolitok, amelyből képet lehet kapni az adott régió szezonális táplálkozási preferenciáiról és a kőkori környezeti viszonyokról.
- fitolitok: megmutatják azokat a növénytípusokat, amellyel táplálkoztak az őskori kultúrák, még akkor is, ha nincs más makro-fosszilis növényi maradvány.
- magok, levelek, és egyéb növényi maradványok: alkalmasak vizsgálnia fogszuvasodásnak és a fogak elvesztésének az egyes populációkban jelentkező magas arányainak okait.
- gerincesek maradványai
- rovarok

### Koprolitok beazonosítása
Problémák a korai hominid koprolitokkal

### Mintavételezés
- a minta mérete
- uralkodók és fáraók mintavételezése

### Koprolitokból nyert adatok értelmezése
Bioarchaeologusok őskori morbiditási és mortalitási adatokra képesek következtetni a koprolitokból szerzett információkból. Az utóbbi időben egyes paleofarmakológiai tanulmányok is támaszkodtak a koprolitokból nyert adatok alapján az ősi gyógynövények lehetséges alkalmazásairól és az általuk gyógyítható betegségekről. A keresése és elemzése aszteroidoknak, és széklettel ürített vérnek viszonylag új, izgalmas lehetőségeket nyújt a jövőbeni tudományos kutatásokhoz. A szteroidok a nemek szerinti lebontásban nyújtanak döntő fontosságú információkat.

#### Magatartástudományi következtetések az adatokból
- élelmiszer-technológia: lehetséges típusai és sokfélesége az élelmiszerként felhasznált állatoknak, mintegy szintje a technológiai fejlődésnek, amin azok a beszerzési technikákon keresztül megvalósultak.
- természeti környezet

## Képgaléria
- Rekonstrukció Habuba Kabira városkában
- Antik római latrina, szemben a bejáratnál, a fórum fürdők
- A Cloaca Maxima
- Gozbert apát a Sankt Gallen-i kolostorban illemhelyet biztosított